# Brian Connolly
Brian Francis Connolly (ur. 5 października 1945 w Govanhill w Glasgow, zm. 9 lutego 1997 w Harefield) – szkocki wokalista, autor tekstów piosenek i muzyk, brytyjski wokalista glamrockowego zespołu Sweet.

## Życiorys
Początkowo nazywał się Brian McManus, lecz skończywszy osiemnaście lat przyjął nazwisko matki – Connolly. W wieku dwunastu lat przeprowadził się do Harefield w Middlesex. 
Początkowo jego zespół nazywał się Sweetshop, jednak później zmienił nazwę na Sweet. W 1970 grupa stała się sławna, jednak w 1979 Connolly musiał ją opuścić ze względu na problemy z alkoholem. Po odejściu próbował kariery solowej, jednak w 1991 alkoholowe problemy znowu dały o sobie znać. Alkoholizm był też przyczyną jego śmierci w 1997.

## Życie prywatne
Miał dwie córki – Nicole i Michelle oraz syna Briana Jamesa (BJ).